# Banda l'Empastre
La Banda l'Empastre va ser una banda de música de caràcter còmic fundada a Catarroja en agost de 1915. Va actuar junt a artistes de toreig còmic com Rafael Dutrús, Llapissera, amb qui guanyarien fama internacional. Combinaven música popular de l'època amb peces d'òperes, i actuaven disfressats i fingien no seguir les ordres del director.
El 2000 va ser l'últim any que va actuar la banda per a finalment fer-se oficial la fi de la seua existència l'any 2003.